# W/X/Y
「W/X/Y」（ダブリューエックスワイ）は、日本のシンガーソングライター・Tani Yuukiの楽曲。5作目のデジタルシングルとして2021年5月26日に各音楽配信サービスにてリリースされた。

## 概要
タイトルの「W/X/Y」は性染色体の女性（WX＝XX）と男性（XY）を掛け合わせたもので、男女という対の存在をテーマにしたラブソング。
リリースから半年以上経過した2021年の年末頃から、TikTok上で注目度が大きく上昇した。その後、Spotify、Apple Musicなどのサブスクリプションサービスにおいても楽曲人気が高まり、2022年4月20日公開のBillboard Japanストリーミングチャートで自身初の首位を記録、2022年4月27日公開のBillboard Japan Hot 100では最高位となる3位を記録した。
2022年2月21日、TBS系「CDTVライブ！ライブ！」でテレビ初披露。同年5月13日にはテレビ朝日系「ミュージックステーション」で楽曲を披露した。
LINE MUSICが発表した2022年上半期ランキングにて、10代トレンド部門で1位となった。

## 音楽性
- 音楽ジャーナリストの柴那典は、楽曲について「隙間を生かしたトラックメイキングと、巧みに韻を踏むリリックが印象的」であり、切ないラブソングの歌詞中に「細胞」という言葉が登場することや楽曲タイトルについて、Tani Yuuki自身がルーツとして語っているRADWIMPSの楽曲「25コ目の染色体」へのオマージュが感じられる、と述べた[15]。

## チャート成績
Billboard JAPANが発表した2022年の年間総合チャート（Hot 100）では2位にランクイン。ストリーミングチャートでは3億回を超える再生回数を記録し、2022年に最も再生された楽曲となった。

### 認定と売上
|                                | 認定 (RIAJ) | 売上/再生回数      |
| ------------------------------ | ----------- | ------------------ |
| ストリーミング                 | 未公表      | 710,000,000 回再生 |
| *認定のみに基づく売上/再生回数 |             |                    |